# Illa (Lovios)
Illa (llamada oficialmente San Lourenzo da Illa) es una parroquia del municipio español de Lovios, en la provincia de Orense, Galicia.

## Toponimia
La parroquia también es conocida por el nombre de San Lorenzo de Illa.

## Organización territorial
La parroquia está formada por dos entidades de población, constando una de ellas en el nomenclátor del Instituto Nacional de Estadística español:
- Buscalque
- Quintela

## Demografía
| Gráfica de evolución demográfica de Illa entre 2000 y 2023 |
|                                                            |
| Datos según el nomenclátor publicado por el INE.           |